# Donászy Ferenc
Donászy Ferenc (Zalaegerszeg, 1864. március 16. – Budapest, 1923. november 10.) magyar ifjúsági író.

## Élete
Középiskolába Nagykanizsán és Szombathelyen járt. 1883-ban végezte el egyetemi tanulmányait a Budapesti Egyetem gyógyszerész szakán. Ezután az Athenaeum munkatársa lett. 1894-től a Magyar Királyi Államnyomdánál dolgozott.
Ifjúsági regényei népszerűek voltak; egy részük a szerző halála után is több kiadást ért meg.

## Művei
- Férjek (elbeszélések, 1881)
- A három Sylvester-éj (1884)
- A bölcsek köve (regény, 1884)
- A kék gyémánt (regény, 1885)
- A zöld szem (regény, 1885)
- Halálos szemsugár (regény, 1886)
- Vanitatum vanitas (regény, 1889)
- Derék Ferkó (1892)
- Robinson Cruzoe (Daniel Defoe klasszikusának fordítása, átdolgozása 1892)
- Tannenburgi Róza (1892)
- Egy magyar diák élete Mátyás király korában (1892)
- Tholdi Miklós (regény, 1893)
- Őserdőkön, tengereken (Kozma Andor előszavával, 1894)
- A Buda hőse (1895)
- Anarkalli : regény (1896)
- Életünket és vérünket (1898)
- Villámsugár (1898)
- Az aztékok kincse (regény, 1900)
- Az arany szalamandra (elbeszélések, 1906)
- Az eltűnt hadifutárok és más elbeszélések (Budapest, 1913. Athenaeum)
- A vitéz Noszticz bátorságpróbája és egyéb történeti elbeszélések (Budapest, 1913. Athenaeum)
- Miklós vitéz (regény)
- Hómezők hősei (Budapest, 1939. Hungária)
- Ozdor Telegd
- Eger bástyái: regény (népszerű kiadásai 1940, 1943)
- Végvárak vitézei (Budapest, 1940. Hungária)
- Aranyország rejtelmei (Budapest, 1940. Hungária)